# (16624) Hoshizawa
(16624) Hoshizawa est un astéroïde de la ceinture principale.

## Description
(16624) Hoshizawa est un astéroïde de la ceinture principale. Il fut découvert le 16 avril 1993 à Kitami par Kin Endate et Kazuro Watanabe. Il présente une orbite caractérisée par un demi-grand axe de 2,41 UA, une excentricité de 0,04 et une inclinaison de 3,1° par rapport à l'écliptique.

## Compléments